# Edgar Villamarín
Edgar Villamarín Arguedas (ur. 1 kwietnia 1982 w Limie) – peruwiański piłkarz występujący na pozycji obrońcy. Zawodnik klubu Alianza Lima.

## Kariera klubowa
Villamarín zawodową karierę rozpoczynał w 2003 roku w Sportingu Cristal. W tym samym roku wywalczył z nim wicemistrzostwo Peru. Przez rok jego barwach nie rozegrał jednak żadnego spotkania. W 2004 roku odszedł do Atlético Universidad. W tym samym roku trafił do Uniónu Huaral, gdzie grał przez 3 sezony. W 2007 roku został graczem ekipy Cienciano i spędził w niej jeden sezon.
Na początku 2008 roku Villamarín podpisał kontrakt z ukraińskim Czornomorcem Odessa. W ukraińskiej ekstraklasie zadebiutował 1 marca 2008 roku w przegranym 0:1 pojedynku z Naftowykiem-Ukrnafta. Przez rok dla Czornomorca zagrał 8 razy.
W 2009 roku Villamarín wrócił do Peru, gdzie został graczem zespołu Universitario de Deportes. W tym samym roku zdobył z nim mistrzostwo Peru. W 2010 roku przeszedł do Alianzy Lima. Zadebiutował tam 28 lutego 2010 roku w wygranym 1:0 pojedynku rozgrywek Primera División Peruana z Universidadem San Martín.

## Kariera reprezentacyjna
W reprezentacji Peru Villamarín zadebiutował 4 lipca 2007 roku w zremisowanym 2:2 meczu z Copa América z Boliwią (2:2). Na tamtym turnieju, zakończonym przez Peru na ćwierćfinale, zagrał jeszcze w pojedynku z Argentyną (0:4).